# Franck-Nunatakker
Die Franck-Nunatakker sind eine Gruppe kleiner und verstreuter Nunatakker im Südwesten der westantarktischen Alexander-I.-Insel. Sie verteilen sich an der Basis der Beethoven-Halbinsel über eine Länge von 5 km.
Der britische Geograph Derek Searle vom Falkland Islands Dependencies Survey kartierte sie 1960 anhand von Luftaufnahmen der US-amerikanischen Ronne Antarctic Research Expedition (1947–1948). Das UK Antarctic Place-Names Committee benannte sie am 2. März 1961 nach dem französischen Komponisten César Franck (1822–1890).